# Kjeøyna
Kjeøyna est une île norvégienne du comté de Hordaland appartenant administrativement à Bergen.

## Description
Rocheuse et désertique, elle s'étend sur environ 1,163 km de longueur pour une largeur approximative de 652 m. 